# Affinität (Biochemie)
Die Affinität (auch Bindungsaffinität) ist in der Biochemie ein Maß für die Neigung von Molekülen, mit anderen Molekülen eine Bindung einzugehen, z. B. zwischen den Bindungspartnern bei Protein-Ligand-Wechselwirkungen: Je höher die Affinität, desto größer die Assoziationskonstante, Ka (auch Bindungskonstante genannt).

## Eigenschaften
Gängigerweise wird heute allerdings an Stelle der Assoziationskonstante das reziproke Maß, die Dissoziationskonstante, Kd gebraucht: je höher die Affinität eines Proteins zu seinem Liganden, desto niedriger die Dissoziationskonstante des Komplexes. Am Beispiel der Bildung/des Zerfalls eines Enzym-Substratkomplexes, [ES]
werden hier die Definitionen gemäß Massenwirkungsgesetz bzw. kinetischen Konstanten (Geschwindigkeitskonstanten k) aufgeführt:
| Assoziationskonstante (Bindungskonstante) | {\displaystyle K_{a}={[ES] \over [E]\cdot [S]}} | {\displaystyle K_{a}={k_{1} \over k'_{1}}}  |
| Dissoziationskonstante                    | {\displaystyle K_{d}={[E]\cdot [S] \over [ES]}} | {\displaystyle K_{d}={k'_{1} \over k_{1}}}. |

In der Enzymkinetik wird gelegentlich Km, die Michaeliskonstante,
als Maß für die Affinität eines Enzyms zu seinem Substrat angegeben. Dies hat in der Praxis eine gewisse Berechtigung, theoretisch sind die Dissoziationskonstante des ES-Komplexes Kd und die Michaeliskonstante jedoch streng zu unterscheiden. Die Michaeliskonstante hängt nach Briggs und Haldane auch von der Wechselzahl k2 ab und berechnet sich wie folgt:
{\displaystyle K_{m}={k'_{1}+k_{2} \over k_{1}}}.
Ein Rückschluss von Km auf Kd ist nur dann möglich wenn {\displaystyle k_{2}\ll k'_{1}}. Diese Annahme ist nicht in jedem Fall angebracht, wurde aber ursprünglich von Leonor Michaelis und Maud Menten getroffen, um die Michaelis-Menten-Gleichung herzuleiten.
Die Affinität kann mit Ligandenbindungstests bestimmt werden.